# Magnus Löhrer
Magnus Löhrer OSB (* 6. April 1928 in Gossau als Paul Löhrer; † 29. Mai 1999 in Zug) war ein Schweizer katholischer Dogmatiker.

## Leben
Löhrer trat 1947 ins Noviziat der Benediktinerabtei Einsiedeln ein, legte am 9. September 1948 die Profess ab und wechselte 1949 zum Studium nach Sant’Anselmo in Rom. 1952 wurde er zum Priester geweiht. Seine Lizenziatsarbeit behandelt den «Humanismus bei Karl Barth». 1954 wurde er bei Cyprian Vagaggini promoviert («Der Glaubensbegriff des hl. Augustinus in seinen ersten Schriften bis zu den Confessiones», 1955). Er kehrte nach Einsiedeln zurück und wurde dort Professor für Dogmatik. Mit Johannes Feiner initiierte er das Werk Mysterium Salutis. 1963 wurde Löhrer als Nachfolger Vagagginis nach Sant’Anselmo berufen. Dort begegnete er auch Karl Barth. Von 1971 bis 1976 leitete er die Paulus-Akademie Zürich. Auch in Chur war er Gastdozent für Dogmatik und Fundamentaltheologie. 1976 kam er auf Weisung des Abtprimas erneut nach Sant’Anselmo. Er war Konsultor beim Einheitssekretariat der Römischen Kurie. 1992 kam er wegen einer Krankheit erneut nach Einsiedeln und begann nach Gesundung dort wieder zu lehren. Er reformierte die Studienordnung, Einsiedeln wurde unter seiner Studienpräfektenzeit Sant’Anselmo angeschlossen.